# Cianato de amônio
O cianato de amônio (NH4CNO) é um sal, formado pela reação:
{\displaystyle {\mathsf {NH_{3}+HOCN\longrightarrow (NH_{4})OCN}}}
Esse composto teve grande importância nas experiências do cientista alemão Friedrich Wöhler (1800-1882) que, em 1828, transformou um composto inorgânico (cianato de amônio) em um composto orgânico (uréia), abalando assim a credibilidade da Teoria da Força Vital proposta pelo químico sueco Jöns Jacob Berzelius (1779-1848) em 1807.